# Crithidia
Crithidia es un género de protistas trypanosomátidos. Son parásitos exclusivamente de artrópodos, principalmente de insectos. Se transmiten de hospedador a hospedador a través de quistes en las heces y típicamente los parásitos se desarrollan en el tracto digestivo de los insectos, interactuando con el epitelio intestinal usando sus flagelos. Muestran una muy baja especificidad al huésped y una única especie puede infectar un amplio rango de huéspedes invertebrados. En diferentes puntos de su ciclo de vida pasa a través de las fases amastigote, promastigote y epimastigote. Esta última es particularmente característica y etapas similares en otros trypanosomátidos a menudo se denominan crithidiales.
La especie más documentada es quizás Crithidia bombi, que es un parásito de abejorros. C. deanei es atípico dentro del género Crithidia y se ha propuesto que no es en absoluto un miembro del género. Tampoco es típico entre otros trypanosomátidos por su forma inusual y por albergar una bacteria endosimbiótica.